# Struga Młyńska (dopływ Drwęcy)
Struga Młyńska (Trynka) – struga, prawobrzeżny dopływ Drwęcy o długości 19,33 km. Struga odwadnia tereny Kotliny Elgiszewskiej. Powierzchnia zlewni zajmuje obszar 101 km². W 12% zlewni występują obszary leśne. Źródła ma w okolicy Kowalewa Pomorskiego.